# Beckley Furnace Industrial Monument
Beckley Furnace ist ein alter Hochofen zur Gewinnung von Roheisen. Das Industriedenkmal ist ein State Park und wird seit dem 14. Februar 1978 als einziges Industriedenkmal im National Register of Historic Places gelistet. Der Hochofen liegt am Blackberry River, einem Zufluss des Housatonic River bei Canaan (Connecticut). Der Hochofen wurde in seinen Grundzügen 1847 von John Adam Beckley errichtet. Genutzt wurde die Industrieanlage bis 1919.
1946 wurde die Anlage als State Park mit nur 5 ha Fläche unter dem Namen Beckley Furnace Industrial Monument eingerichtet. Es ist auch als East Canaan Iron Furnace Industrial Monument bekannt. Der Ofenschlot wurde 1999 restauriert. Die Anlage ist das Herzstück des Upper Housatonic Valley’s Iron Heritage Trail und grenzt direkt an eine Parzelle des Housatonic State Forest.